# 55ª Brigata artiglieria "Sič di Zaporižžja"
La 55ª Brigata autonoma artiglieria "Sič di Zaporižžja" (in ucraino 55-та окрема артилерійська бригада «Запорізька Січ»?, 55-ta okrema artylerijs'ka bryhada «Zaporiz'ka Sič», unità militare A1978) è un'unità di artiglieria delle Forze terrestri ucraine, subordinata al Comando operativo "Est" e con base a Zaporižžja.

## Storia
È la più antica unità di artiglieria dell'esercito ucraino: le origini della brigata risalgono alla 52ª Brigata artiglieria "Ordine della Bandiera Rossa, di Bogdan Chmel'nyc'kyj e di Aleksandr Nevskij Budapeštskaja" dell'Armata Rossa, costituita il 16 febbraio 1943, che combatté durante la grande guerra patriottica prima di essere smobilitata il 10 maggio 1945. Nel 1973 venne rischierata nel Distretto militare di Odessa, presso Zaporižžja, e trasformata nella 55ª Divisione artiglieria.
In seguito al crollo dell'Unione Sovietica la divisione passò sotto il controllo dell'Ucraina, e nel 2005 venne riorganizzata come brigata. A partire dall'aprile 2014 ha preso parte alla guerra del Donbass, supportando le unità di fanteria durante la liberazione dei centri abitati di Slov"jans'k, Lyman, Sivers'k e Lysyčans'k. Fra agosto 2014 e febbraio 2015 unità della brigata hanno partecipato alla battaglia di Debal'ceve e alla battaglia dell'aeroporto di Donec'k. Nel novembre 2014 le è stato aggregato il 39º Battaglione fanteria motorizzata "Dnipro-2" (ex battaglione di difesa territoriale), sciolto nel 2016 per diventare un battaglione di protezione della brigata.
Il 22 luglio 2010 la brigata è stata intitolata al generale ucraino Vasyl' Petrov, veterano della seconda guerra mondiale e due volte Eroe dell'Unione Sovietica scomparso nel 2003. Il 18 novembre 2015 tutte le onorificenze sovietiche sono state eliminate. Il 22 agosto 2018 la brigata ha ricevuto il titolo onorifico "Sič di Zaporižžja", e quello precedente è stato quindi rimosso.

### Guerra russo-ucraina
Al momento dello scoppio dell'invasione russa dell'Ucraina del 2022 la brigata si trovava schierata nella regione di Cherson, a difesa del confine con la Crimea. In seguito è stata impiegata nelle regioni di Dnipropetrovs'k e di Donec'k. Il 12 maggio il comandante della brigata, colonnello Roman Kačur, è stato insignito del titolo di Eroe dell'Ucraina. Grazie agli aiuti militari forniti dalla Francia nei primi mesi di guerra ha potuto schierare uno squadrone (6 batterie da 3 pezzi) di semoventi d'artiglieria CAESAR. Durante l'estate ha contribuito alla liberazione dell'Isola dei Serpenti e alla controffensiva nell'Ucraina meridionale.
In seguito alla liberazione di Cherson e della sponda settentrionale del Dnepr è stata trasferita nel fronte antistante la città di Donec'k. Nel gennaio 2023 ha fornito supporto di artiglieria alla 72ª Brigata meccanizzata e alla 1ª Brigata corazzata impegnate nella difesa di Vuhledar, contribuendo al fallimento dell'offensiva russa. Fra luglio e agosto, insieme alla 19ª Brigata missili, ha supportato le operazioni offensive condotte da tre brigate di fanteria di marina ucraine nel settore a sud di Velyka Novosilka, danneggiando pesantemente l'artiglieria russa. Il 28 luglio è stato per questo insignita da parte del presidente ucraino Volodymyr Zelens'kyj del titolo onorifico "Per il Valore e il Coraggio". A partire da ottobre la brigata è stata impiegata insieme alla 43ª Brigata artiglieria nel settore di Avdiïvka, per supportare la strenua difesa della 110ª Brigata meccanizzata investita da un'imponente offensiva russa, infliggendo gravissime perdite alle unità russe avanzanti.

## Struttura
- Comando di brigata[24]

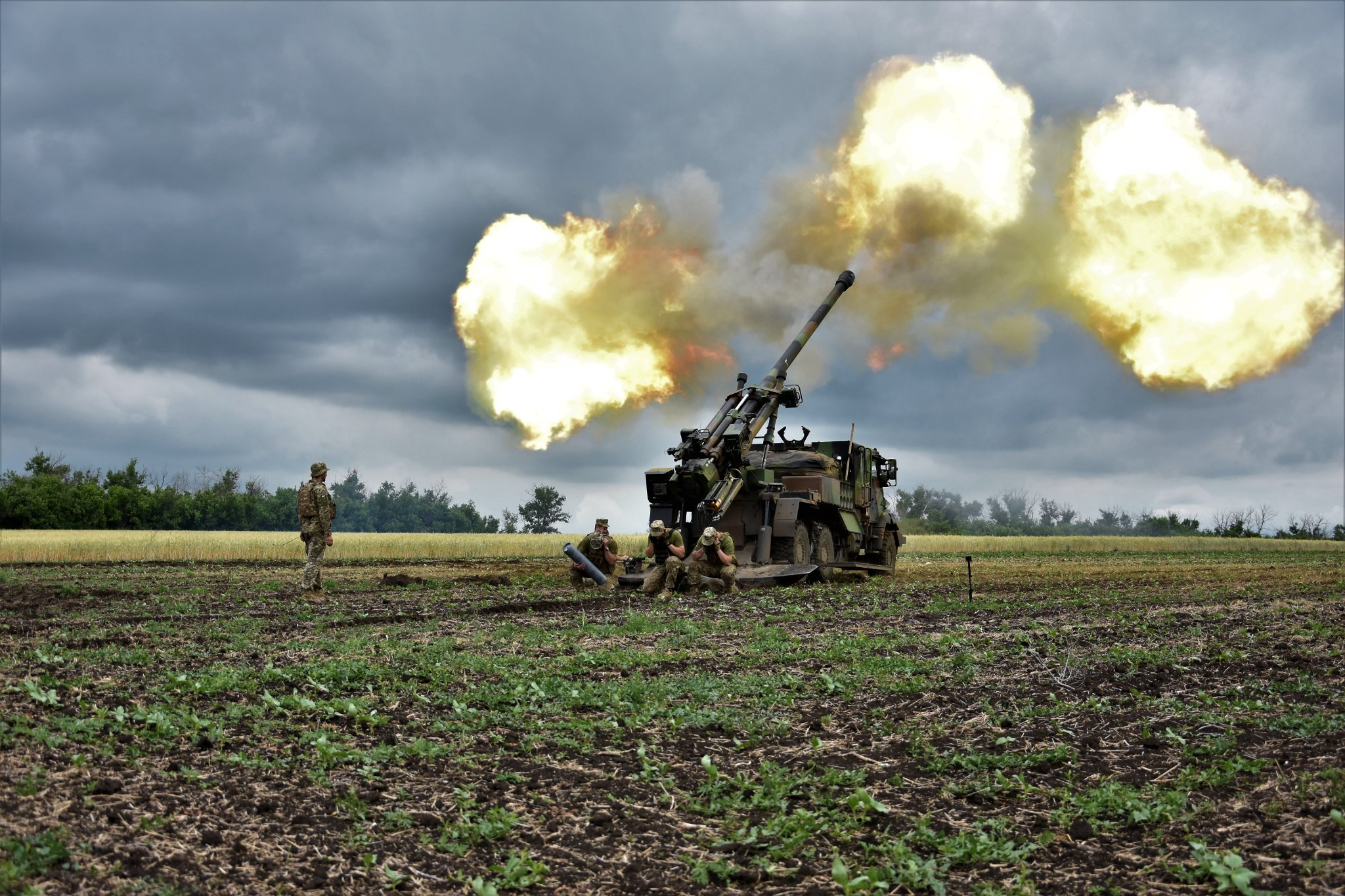
CAESAR (semovente), 55ª Brigata artiglieria, 2022.

- 1º Battaglione artiglieria (2A36 Giatsint-B)
- 2º Battaglione artiglieria (2A36 Giatsint-B)
- 3º Battaglione artiglieria (2A65 Msta-B)
- 4º Battaglione artiglieria (2A65 Msta-B)
- Battaglione artiglieria controcarro (MT-12 Rapira)
- Battaglione acquisizione obiettivi
- 39º Battaglione di protezione
- Compagnia genio
- Compagnia manutenzione
- Compagnia logistica
- Compagnia comunicazioni
- Compagnia radar
- Plotone difesa NBC
- Plotone medico

## Simboli
Lo stemma della brigata rappresenta una fiamma rossa su fondo nero. La fiamma rappresenta l'inarrestabile fuoco dell'artiglieria, con il colore rosso a simboleggiare coraggio, valore e amore per il sangue della madrepatria versato nelle battaglie per l'Ucraina. È inoltre il colore delle truppe missilistiche e di artiglieria ucraine. Il nero rappresenta invece la saldezza delle convinzioni, l'invincibilità e la fermezza nella difesa della patria. Il bordo dorato dello scudo simboleggia la nobiltà, la forza e la potenza dell'artiglieria.

## Comandanti
- Colonnello Borys Lorman (2005 - 2007)
- Colonnello Jevhen Zamotajev (2007 - 2010)
- Colonnello Serhij Brusov (2010 - marzo 2018)[25]
- Colonnello Roman Kačur (marzo 2018 - luglio 2022)[26]
- Colonnello Serhij Žuk (luglio 2022 - in carica)